# L'anello dell'incantesimo
L'anello dell'incantesimo è un romanzo fantasy della scrittrice statunitense Lois McMaster Bujold pubblicato nel 2008.
È stato pubblicato in italiano per la prima volta nella collana Urania Fantasy a metà anni novanta con il titolo Terra di incantesimi.
Il libro trae spunto dal libro De re metallica di Agricola ed è vagamente ispirato alla vita di Benvenuto Cellini, orafo e scultore, vissuto a Firenze nel sedicesimo secolo.

## Trama
Il libro è ambientato in Italia nell'immaginario ducato di Montefiore, e la storia ruota attorno a Mastro Beneforte ed alla figlia Fiammetta.
Mastro Beneforte è un orafo del Medioevo che lavora per il signore del suo ducato. Beneforte crea degli oggetti raffinati che hanno il pregio, rispetto a quelli fatti da tutti gli altri suoi colleghi, di contenere incantesimi o poteri magici. 
Ma nessuno è al corrente del segreto di Beneforte, nemmeno Fiammetta, la sua giovane e impulsiva figlia che avrebbe potuto creare dei guai se fosse venuta a conoscenza dell'incantesimo che imprudentemente poteva scatenare. Un giorno però il mecenate di Beneforte viene assassinato in una faida politica e tutta la sua corte corre il grave pericolo di seguire la sua sorte. A questo punto il vecchio orafo si rende conto del grave errore di non aver insegnato alla figlia come usare i suoi incantesimi.

## Edizioni
- Lois McMaster Bujold, Terra di incantesimi, traduzione di Claudia Verpelli, Arnoldo Mondadori Editore, 1994, SBN UBO2438095.
- Lois McMaster Bujold, L'anello dell'incantesimo, traduzione di Annarita Garnieri, Delos Books, 2008, ISBN 978-88-95724-20-1.